# UCI WorldTour de 2024
O UCI WorldTour 2024 é a décima quarta edição do máximo calendário ciclista a nível mundial sob a organização da UCI.
O calendário está previsto para ter 35 corridas, as mesmas corridas que a edição anterior.

## Equipas
Para  2024 as equipas UCI WorldTeam são 18, a mesma quantidade que a edição anterior. Para esta temporada na máxima categoria mudaram de nome por mudança de novos patrocinadores as equipas Arkéa-B&B Hotels, Decathlon AG2R La Mondiale Team e Team Visma-Lease a Bike. As equipas Israel-Premier Tech, Lotto Dstny e Uno-X Mobility (esta última nas corridas de 1 dia), recebem um convite automático para as corridas UCI World Tour de 2024 (wildcards).
| Nome                            | País                   | Código UCI |
| ------------------------------- | ---------------------- | ---------- |
| Alpecin-Deceuninck              | Bélgica                | ADC        |
| Arkéa-B&B Hotels                | França                 | ARK        |
| Astana Qazaqstan Team           | Cazaquistão            | AST        |
| Bahrain Victorious              | Bahrein                | TBV        |
| Bora-Hansgrohe                  | Alemanha               | BOH        |
| Cofidis, Solutions Crédits      | França                 | COF        |
| Decathlon AG2R La Mondiale Team | França                 | DAT        |
| EF Education-EasyPost           | Estados Unidos         | EFE        |
| Groupama-FDJ                    | França                 | GFC        |
| Ineos Grenadiers                | Reino Unido            | IGD        |
| Intermarché-Circus-Wanty        | Bélgica                | ICW        |
| Lidl-Trek                       | Estados Unidos         | LTK        |
| Movistar Team                   | Espanha                | MOV        |
| Soudal Quick-Step               | Bélgica                | SOQ        |
| Team dsm-firmenich PostNL       | Países Baixos          | DFP        |
| Team Jayco AlUla                | Austrália              | JAY        |
| Jumbo-Visma                     | Países Baixos          | TVL        |
| UAE Team Emirates               | Emirados Árabes Unidos | UAD        |

## Corridas
| UCI WorldTour de 2024 | UCI WorldTour de 2024  | UCI WorldTour de 2024             | UCI WorldTour de 2024 | UCI WorldTour de 2024 |
| Data                  | País                   | Corrida                           | Vencedor              |                       |
| --------------------- | ---------------------- | --------------------------------- | --------------------- | --------------------- |
| 16 – 21 jan.          | Austrália              | Tour Down Under                   | Stephen Williams      |                       |
| 28 jan.               | Austrália              | Cadel Evans Great Ocean Road Race | Laurence Pithie       |                       |
| 19 – 25 fev.          | Emirados Árabes Unidos | UAE Tour                          | Lennert Van Eetvelt   |                       |
| 24 fev.               | Bélgica                | Omloop Het Nieuwsblad             | Jan Tratnik           |                       |
| 2 mar.                | Itália                 | Strade Bianche                    | Tadej Pogačar         |                       |
| 3 – 10 mar.           | França                 | Paris-Nice                        | Matteo Jorgenson      |                       |
| 4 – 10 mar.           | Itália                 | Tirreno-Adriático                 | Jonas Vingegaard      |                       |
| 16 mar.               | Itália                 | Milão-Sanremo                     | Jasper Philipsen      |                       |
| 18 – 24 mar.          | Espanha                | Volta à Catalunha                 | Tadej Pogačar         |                       |
| 20 mar.               | Bélgica                | Três dias de Bruges–De Panne      | Jasper Philipsen      |                       |
| 22 mar.               | Bélgica                | E3 Saxo Bank Classic              | Mathieu van der Poel  |                       |
| 24 mar.               | Bélgica                | Gante-Wevelgem                    | Mads Pedersen         |                       |
| 27 mar.               | Bélgica                | Através de Flandres               | Matteo Jorgenson      |                       |
| 31 mar.               | Bélgica                | Volta à Flandres                  | Mathieu van der Poel  |                       |
| 1 – 6 abr.            | Espanha                | Volta ao País Basco               | Juan Ayuso            |                       |
| 7 abr.                | França                 | Paris-Roubaix                     | Mathieu van der Poel  |                       |
| 14 abr.               | Países Baixos          | Amstel Gold Race                  | Thomas Pidcock        |                       |
| 17 abr.               | Bélgica                | Flecha Valona                     | Stephen Williams      |                       |
| 21 abr.               | Bélgica                | Liège-Bastogne-Liège              | Tadej Pogačar         |                       |
| 23 – 28 abr.          | Suíça                  | Volta à Romandia                  | Carlos Rodríguez      |                       |
| 1 mai.                | Alemanha               | Grande Prémio de Frankfurt        | Maxim Van Gils        |                       |
| 4 – 26 mai.           | Itália                 | Giro d'Italia                     | Tadej Pogačar         |                       |
| 2 – 9 jun.            | França                 | Critérium du Dauphiné             | Primož Roglič         |                       |
| 9 – 16 jun.           | Suíça                  | Volta à Suíça                     | Adam Yates            |                       |
| 29 jun. – 21 jul.     | França                 | Tour de France                    | Tadej Pogačar         |                       |
| 10 ago.               | Espanha                | Clássica de San Sebastián         | Marc Hirschi          |                       |
| 12 – 18 ago.          | Polónia                | Volta à Polónia                   | Jonas Vingegaard      |                       |
| 17 ago. – 8 set.      | Espanha                | Volta a Espanha                   | Primož Roglič         |                       |
| 25 ago.               | França                 | Bretagne Classic                  | Marc Hirschi          |                       |
| 28 ago. – 1 set.      | Bélgica                | Benelux Tour                      | Tim Wellens           |                       |
| 8 set.                | Alemanha               | Clássica de Hamburgo              | Olav Kooij            |                       |
| 13 set.               | Canadá                 | Grande Prêmio de Quebec           | Michael Matthews      |                       |
| 15 set.               | Canadá                 | Grande Prêmio de Montreal         | Tadej Pogačar         |                       |
| 12 out.               | Itália                 | Giro di Lombardia                 | Tadej Pogačar         |                       |
| 15 – 20 out.          | China                  | Tour de Guangxi                   | Lennert Van Eetvelt   |                       |